# Eudorylas johnenae
Eudorylas johnenae är en tvåvingeart som beskrevs av Dempewolf 1996. Eudorylas johnenae ingår i släktet Eudorylas och familjen ögonflugor.
Artens utbredningsområde är Tyskland. Arten har ej påträffats i Sverige. Inga underarter finns listade i Catalogue of Life.